# PRG Personen- und Reiseverkehr Greiz
Die PRG Personen- und Reiseverkehrs GmbH Greiz ist ein Verkehrsunternehmen und Betreiber des Regional- und Stadtverkehrs in Greiz und Umgebung.
Das Unternehmen wurde 1991 als Nachfolger des VEB Kraftverkehr Greiz gegründet und übernahm damals zudem einen Teil der Omnibusse und des Liniennetzes des VEB Kraftverkehr Gera.
In Zeulenroda wurde der Betriebshof im Jahr 1995, in Greiz-Gommla 1997 eingeweiht. Letzterer hat eine Abstellhalle für 42 Busse, eine große Werkstatt mit Waschanlage und eine Dieseltankstelle.
Die PRG wird heute zusammen mit dem „Regionalverkehr Gera/Land GmbH“ von der „GRZ – Service- und Verwaltungs-GmbH Greiz“ koordiniert und verwaltet. Der Geschäftsführer der drei GmbHs ist Stefan Meißner, den Posten der Prokuristin hat Angela Rose inne. Vorsitzender des Aufsichtsrates ist Ulli Schäfer (CDU).
Im Jahr 2009 übernahm die PRG Greiz die Firma „Ostthüringer Reisebüro und Busbetrieb Heyne“ in Berga/Elster inklusive aller Linien.
Am 13. August 2018 wurde im Gebiet der PRG ein neues Verkehrskonzept umgesetzt. Dieses realisiert gleichmäßige Taktungen auf den meisten Linien und stimmt die Angebote auf den Bahnverkehr ab.

## Linien

### Aktuelle Linien
Die PRG Greiz bedient heute 26 Linien und ist damit für den ÖPNV und Schülerverkehr im südlichen Teil des Landkreises Greiz sowie teilweise in den sächsischen Städten Reichenbach/Vogtland, Elsterberg, Pausa-Mühltroff und Werdau zuständig. Bedient werden ebenfalls die Stadtverkehre Greiz und Zeulenroda. Die Stadt Weida erhält durch die PRG Regionalanschluss in Richtung Süden und Osten sowie nach Gera.
Mit den Linien 1, 2, 19, 36 und 81 bestehen Verbindungen in den sächsischen Vogtlandkreis, mit den Linien 19 und 20 zudem in den Landkreis Zwickau und mit der Linie 40 in den Saale-Orla-Kreis. Auf Grundlage der Durchbindung der Linien 81, 25 und 40 wird eine Landesbedeutsame Buslinie von Reichenbach über Greiz und Zeulenroda nach Triptis angeboten, die drei Landkreise und die Bahnhöfe der angebundenen Städte verknüpft. Die Linie 81 verkehrt dabei als PlusBus im Verkehrsverbund Vogtland.
| Linie   | Zuordnung       | Strecke                                                            |
| ------- | --------------- | ------------------------------------------------------------------ |
| 1       | SV Greiz        | Schönfeld – Greiz – Dölau – Elsterberg                             |
| 2 R     | Regionalverkehr | Greiz – Tremnitz – Elsterberg – Cossengrün / – Bernsgrün           |
| 3       | SV Greiz        | Greiz – Kurtschau – Silberloch – Gommla                            |
| 5       | SV Greiz        | Greiz – Irchwitz – Waltersdorf – Schönfeld                         |
| 6       | SV Greiz        | Greiz – Reißberg – Pohlitz – Greiz                                 |
| 7       | SV Greiz        | Greiz – Pohlitz – Herrenreuth – Waldhaus                           |
| 12      | SV Greiz        | Greiz – Obergrochlitz – Moschwitz – Untergrochlitz – Greiz         |
| 13      | SV Greiz        | Greiz – Laagweg                                                    |
| 18      | Regionalverkehr | Greiz – Raasdorf – Mohlsdorf – (Schönfeld –) Kahmer – Reudnitz     |
| 19 LB 1 | Regionalverkehr | Greiz – Raasdorf – Reudnitz – Reuth – Fraureuth – Werdau           |
| 20      | Regionalverkehr | Greiz – Teichwolframsdorf – Seelingstädt                           |
| 21      | Regionalverkehr | Greiz – Waltersdorf – Berga                                        |
| 24      | Regionalverkehr | Greiz – Wellsdorf – Göttendorf – Zeulenroda                        |
| 25 LB   | Regionalverkehr | Greiz – Langenwetzendorf – Zeulenroda                              |
| 26      | Regionalverkehr | Naitschau – Langenwetzendorf – Wildetaube                          |
| 27      | Regionalverkehr | Greiz – Wildetaube – Hohenölsen                                    |
| 28      | Regionalverkehr | Zeulenroda – Hohenleuben – Hohenölsen – Weida                      |
| 29      | Regionalverkehr | Weida – Gera                                                       |
| 30      | SV Zeulenroda   | Stadtverkehr Zeulenroda                                            |
| 34 R    | Regionalverkehr | Weida – Steinsdorf – Hohenölsen / Staitz – Zeulenroda              |
| 35      | Regionalverkehr | Zeulenroda – Pahren – Förthen / Stelzendorf – Zeulenroda           |
| 36      | Regionalverkehr | Zeulenroda – Pöllwitz – Pausa – Bernsgrün – Arnsgrün – Dobia       |
| 40 LB   | Regionalverkehr | Zeulenroda – Auma – Triptis                                        |
| 45 R    | Regionalverkehr | Zeulenroda – Merkendorf – Stelzendorf – Auma – Staitz              |
| 81 LB   | Regionalverkehr | Greiz – Friesen – Reichenbach (PlusBus)                            |
| 218     | Regionalverkehr | Weida – Berga – Wolfersdorf – Großkundorf – Berga / – Seelingstädt |

### Ehemalige Linien
Diese Liste enthält ehemalige Linien der PRG Greiz und ihrer Vorgängerunternehmen. Sie erhebt keinen Anspruch auf Vollständigkeit.
| Linie | Zuordnung       | Einstellung      | Strecke                                                    | Anmerkung                                    |
| ----- | --------------- | ---------------- | ---------------------------------------------------------- | -------------------------------------------- |
| 4     | SV Greiz        |                  | Greiz – Untergrochlitz                                     | integriert in Linie 12                       |
| 8     | SV Greiz        | 1. Januar 2012   | Greiz – Krankenhaus                                        | integriert in Linie 6                        |
| 11    | SV Greiz        | 13. August 2018  | Greiz – Hasental                                           | integriert in Linie 12                       |
| 14    | Regionalverkehr | 13. Oktober 2019 | Greiz – Friesen – Reichenbach                              | umbenannt in Linie 81                        |
| 15    | Regionalverkehr |                  | Reichenbach – Greiz – Jena                                 | aufgegeben                                   |
| 16    | Regionalverkehr |                  | Reichenbach – Greiz – Eisenberg                            | aufgegeben                                   |
| 17    | Regionalverkehr |                  | Greiz – Pöhl                                               | aufgegeben                                   |
| 22    | Regionalverkehr | 13. August 2018  | Berga – Waltersdorf – Kleinreinsdorf – Großkundorf – Berga | teilweise integriert in Linie 218            |
| 23    | Regionalverkehr | 13. August 2018  | Greiz – Naitschau – Wellsdorf – Tremnitz – Greiz           | Integriert in Linien 2 und 24                |
| 26    | Regionalverkehr |                  | Greiz – Hohenölsen – Hohenleuben                           | integriert in Linien 27 und 28               |
| 29    | Regionalverkehr |                  | Zeulenroda – (FDGB-Heim) – Triebes – Hohenleuben           | integriert in Linie 28                       |
| 32    | Regionalverkehr | 13. August 2018  | Zeulenroda – Niederböhmersdorf                             | integriert in Linie 24                       |
| 33    | Regionalverkehr |                  | Zeulenroda – Leitlitz                                      | integriert in Linie 35                       |
| 216   | Regionalverkehr | 13. August 2018  | Weida – Steinsdorf – Schömberg – Staitz – Hohenölsen       | integriert in Linie 34                       |
| 237   | Regionalverkehr | 1. Januar 2012   | Gera – Ronneburg – Seelingstädt – Zwirtzschen              | teilweise integriert in Linien 212 1 und 218 |

## Fuhrpark
Von 1997 bis 2020 waren bei der PRG bis zu 25 Erdgasbusse im Einsatz. Heute werden Busse folgender Modelle genutzt:
| Marke         | Modell        | Bustyp         | Kraftstoff | Anmerkungen             |
| ------------- | ------------- | -------------- | ---------- | ----------------------- |
| Mercedes-Benz | Citaro Ü      | Überlandbus    | Diesel     | Erste Generation        |
| Mercedes-Benz | Citaro C2 Ü   | Überlandbus    | Diesel     | Zweite Generation       |
| Mercedes-Benz | O 407         | Überlandbus    | Diesel     |                         |
| Mercedes-Benz | Integro       | Kombibus       | Diesel     |                         |
| Mercedes-Benz | Integro L     | Kombibus       | Diesel     | Langversion des Integro |
| Mercedes-Benz | Sprinter City | Minibus        | Diesel     |                         |
| Setra         | S 415 LE      | Überlandbus    | Diesel     |                         |
| Setra         | S 418 LE      | Überlandbus    | Diesel     |                         |
| Setra         | S 415 UL      | Kombibus       | Diesel     |                         |
| Setra         | S 315 UL      | Kombibus       | Diesel     |                         |
| Setra         | S 315 GT      | Reisebus       | Diesel     |                         |
| Temsa         | Avenue LF     | Stadtlinienbus | Diesel     |                         |
| Temsa         | Tourmalin IC  | Kombibus       | Diesel     |                         |
| Göppel        | go4city12     | Stadtlinienbus | Diesel     |                         |